# O Lago dos Cisnes

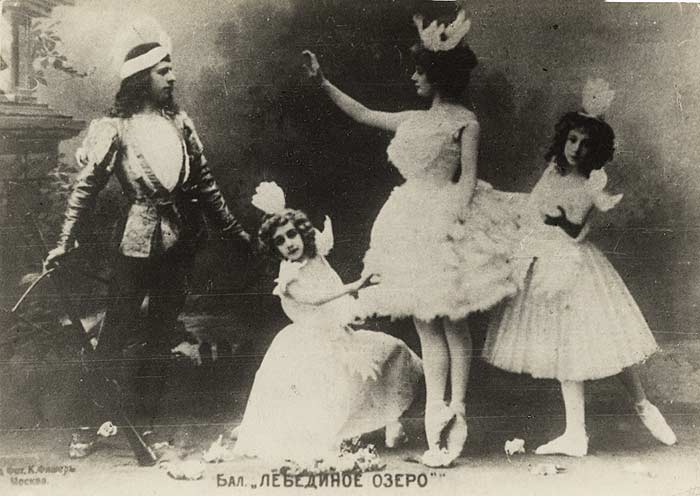
Adelaide Giuri como Odette e Mikhail Mordkin como Príncipe Siegfried em montagem de 1901 no Teatro Bolshoi, Moscou

O Lago dos Cisnes (em russo: Лебединое Озеро, Lebedinoye Ozero) é um balé dramático em quatro atos de 1876 do compositor russo Piotr Ilitch Tchaikovski e, libreto de Vladimir Begitchev e Vasily Geltzer, com estreia em 1877 no Teatro Bolshoi (Moscou).

## História
O balé foi encomendado pelo Teatro Bolshoi em 1876 ao compositor russo, que começou logo a escrever.
A estreia de O Lago dos Cisnes ocorreu no dia 20 de fevereiro de 1877 no teatro que encomendou a peça, na cidade russa de Moscovo, sendo um fracasso pela má interpretação da orquestra e dos bailarinos, assim como a coreografia de Vladimir Begitchev e Vasily Geltzer.

## Personagens
- Príncipe Siegfried
- Princesa Odette
- A Rainha
- Mago Rothbart (caracterizado por grandes asas)

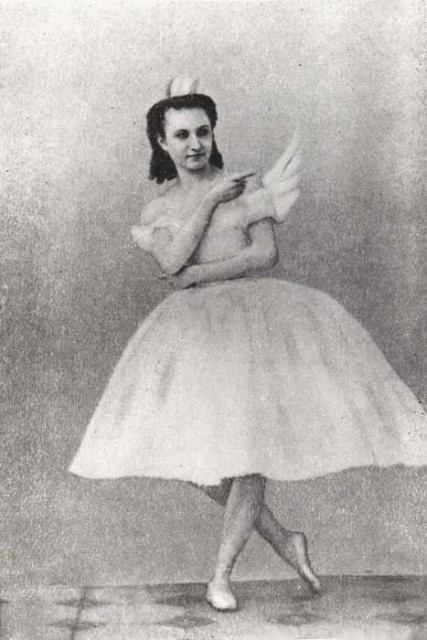
Anna Sobeshchanskaya como Odette na primeira montagem (1877).

- Odile
- Donzelas
- Convidados
- E 6 Reis

## Primeiras montagens
Première Mundial
- Data:20 de fevereiro de 1877
- Lugar: Teatro Bolshoi, Moscou
- Coreógrafo: Vladimir Begitchev é Vasily Geltzer
- Regente: Stepan Ryabov

Apresentação à Corte Imperial
- Data: 15 de janeiro de 1895
- Lugar: Teatro Mariinsky, São Petersburgo
- Coreógrafo: Marius Petipa, Atos 1 e 3, Lev Ivanov, Atos 2 e 4
- Regente: Riccardo Drigo

## Sinopse

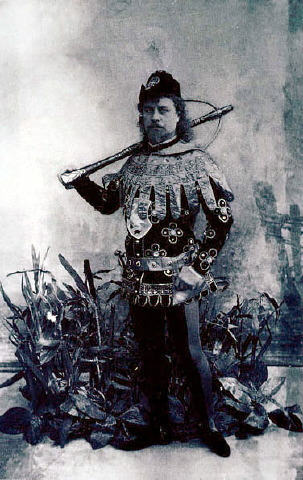
Pavel Gerdt com Principe Siegfried, (Teatro Mariinsky, 1895).

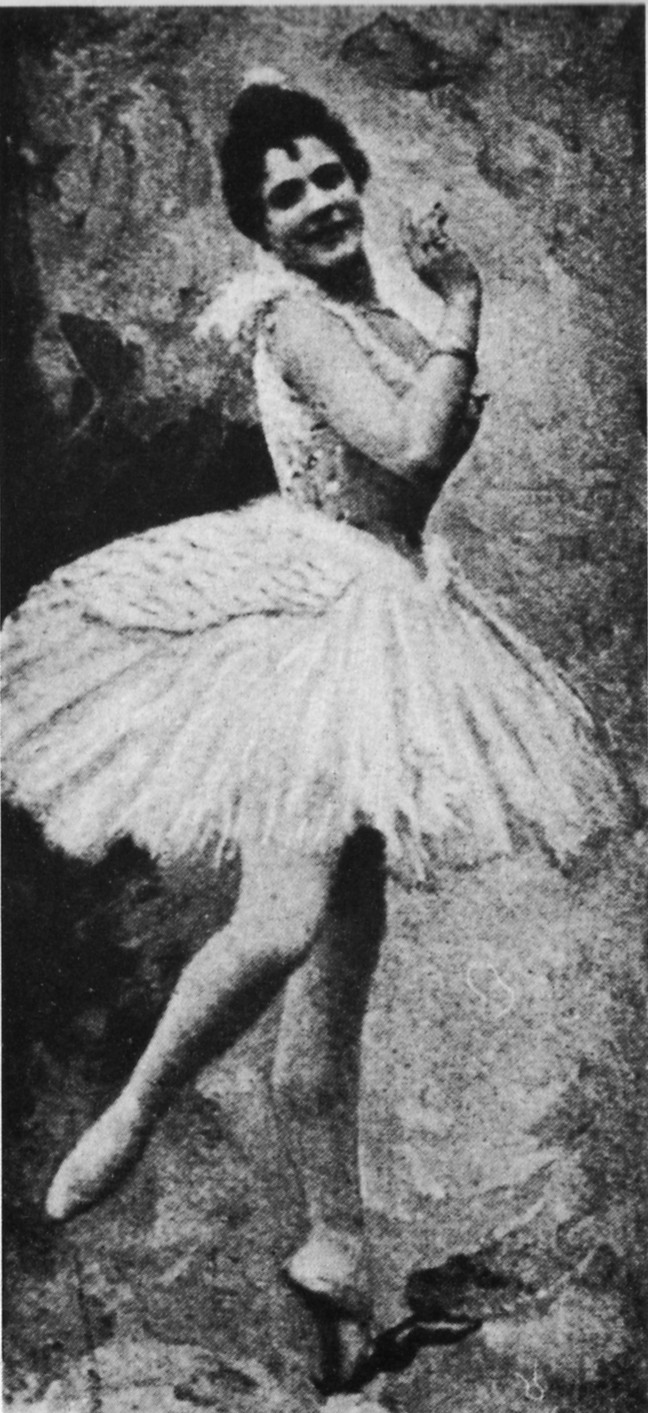
Pierina Legnani como Odette, (Teatro Mariinsky, 1895).

### Ato I
No castelo realiza-se com toda a realeza o aniversário do príncipe Siegfried. A rainha oferece ao filho como presente um Baile e pede-lhe que, no dia seguinte, escolha uma esposa entre as convidadas da festa. Quando os convidados saem do castelo, um grupo de cisnes brancos passa perto do castelo. Enfeitiçado pela beleza dos cisnes, o príncipe decide caçá-los.

### Ato II
O lago do bosque e as suas margens pertencem ao reino do mago Rothbart , que domina a princesa Odette e todo o seu séquito sob a forma de uma ave de rapina. Rothbart transformou Odette e as suas companheiras em cisnes, e só à noite lhes permite recuperarem a aparência humana. A princesa só poderá ser liberta por um homem que a ame. Siegfried, louco de paixão pela princesa dos cisnes, jura que será ele a quebrar o feitiço do mago.

### Ato III
Na corte da Rainha aparece um nobre cavalheiro e sua filha. O príncipe julga reconhecer na filha do cavalheiro a sua amada Odette, mas, na realidade, os dois são o mago Rothbart e sua filha, Odile. A dança com o cisne negro decide a sorte do príncipe e da sua amada Odette: enfeitiçado por Odile, Siegfried proclama que escolheu Odile como sua bela futura esposa, quebrando assim o juramento feito a Odette.

### Ato IV
Os cisnes brancos tentam em vão consolar a sua princesa, que é destroçada pela decisão do príncipe, aceitando a sua má sorte. Nesse momento, surge o príncipe Siegfried que explica à donzela como o mago Rothbart e a feiticeira Odile o enganaram. Ela o perdoa e os dois renovam os votos de amor um pelo outro. Nesse momento, aparece o mago Rothbart e tenta matar Odette. O príncipe corta as asas de Rothbart fazendo com que ele perca seus poderes, e tendo renovado seus votos de amor, se casa com Odette.

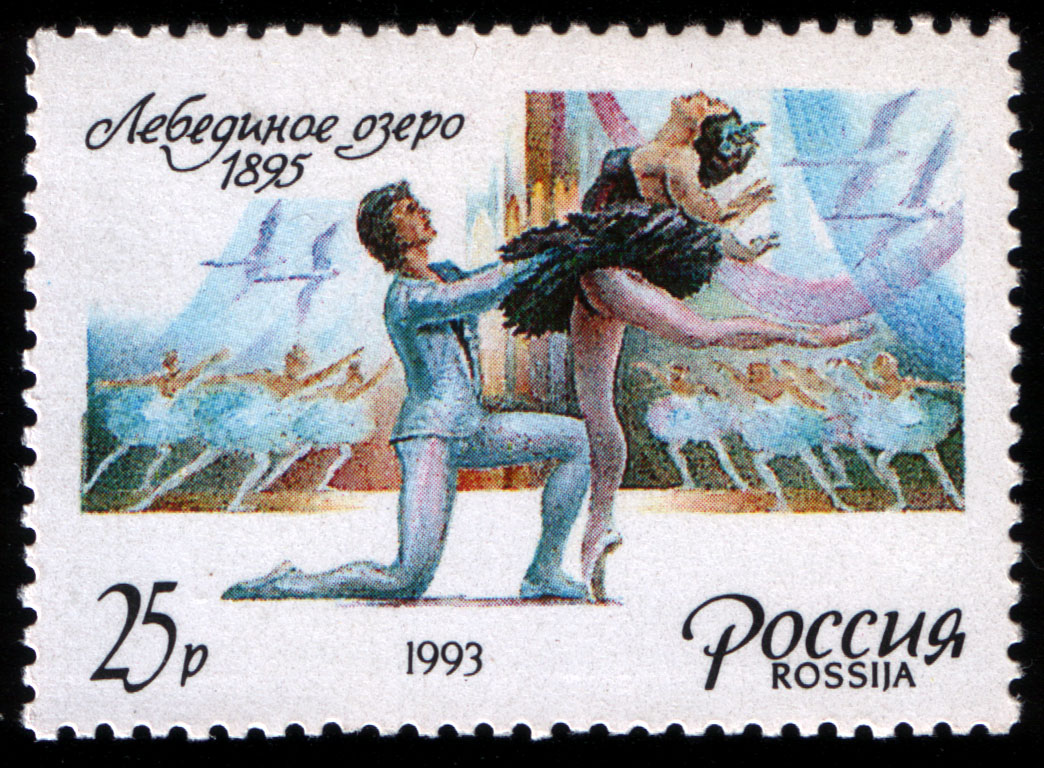
Principe Siegfried e Odette, selo russo de 1993.

## Gravações recomendadas
- 1966, John Lanchbery (regente),  Ballet da Ópera Estatal de Viena, Rudolf Nureyev (Siegfried), Margot Fonteyn (Odette / Odile)
- 1968, Viktor Fedotov (regente), Ballet Kirov, John Markovsky (Siegfried), Yelena Yevteyeva (Odette / Odile)
- 1976, Algis Zhuraitis (regente), Ballet Bolshoi, Alexander Bogatirev (Siegfried), Maya Plisetskaya (Odette / Odile)
- 1982, Ashley Lawrence (regente), The Royal Ballet, Anthony Dowell (Siegfried), Natalia Makarova (Odette / Odile)
- 1984, Algis Zhuraitis (regente), Ballet Bolshoi, Alexander Bogatirev (Siegfried), Natalia Bessmertnova (Odette / Odile)
- 1986, Viktor Fedotov (regente), Ballet Kirov, Konstantin Zaklinsky (Siegfried), Galina Mezentseva (Odette / Odile)
- 1988, Graham Bond (regente), English National Ballet, Peter Schaufuss (Siegfried), Evelyn Hart (Odette / Odile)
- 1989, Algis Zhuraitis (regente), Ballet Bolshoi, Yuri Vasyuchenko (Siegfried), Alla Mikhalchenko (Odette / Odile)
- 1990, Viktor Fedotov (regente), Ballet Kirov, Igor Zelensky (Siegfried), Yuliya Makhalina (Odette / Odile)
- 1992, Alexander Sotnikov (regente), Ópera e Ballet Tchaikovski de Perm, Alexei Fadeyechev (Siegfried), Nina Ananiashvili (Odette / Odile)
- 1992, Jonathan Darlington (regente), Ballet da Ópera Nacional de Paris, Patrick Dupond (Siegfried), Marie-Claude Pietragalla (Odette / Odile)
- 1996, Michel Queval (regente), Ballet Real da Suécia, Anders Nordström (Siegfried), Nathalie Nordquist (Odette / Odile)
- 1998, Daniel Barenboim (regente), Ballet Estatal de Berlim, Oliver Matz (Siegfried), Steffi Scherzer (Odette / Odile)
- 2004, James Tuggle (regente), Corpo de Baile do Teatro alla Scala, Roberto Bolle (Siegfried), Svetlana Zakharova (Odette / Odile)
- 2005, Ormsby Wilkins (regente), American Ballet Theatre, Angel Corella (Siegfried), Gillian Murphy (Odette / Odile)
- 2006, Vello Pahn (regente), Ballet da Ópera Nacional de Paris, Jose Martinez (Siegfried), Agnes Letestu (Odette / Odile)
- 2007, Valery Gergiev (regente), Mariinsky Ballet, Danila Korsuntsev (Siegfried), Ulyana Lopatkina (Odette / Odile)
- 2009, Valeriy Ovsyanikov (regente), The Royal Ballet, Thiago Soares (Siegfried), Marianela Núñez (Odette / Odile)
- 2009, Vladimir Fedoseyev (regente), Ballet de Zurich , Stanislav Jermakov (Siegfried), Polina Semionova (Odette)

## Cinema
Faz parte da trama central do filme "Cisne Negro", com Natalie Portman e Vincent Cassel. Representado em Barbie em O Lago dos Cisnes e em Barbie e as Sapatilhas Mágicas, numa adaptação feita para a animação em 2003 e 2013, respectivamente. E inspirou a animação A Princesa Encantada de 1994.

## Desenhos animados
No desenho animado Ever After High, Duquesa Swan é filha da princesa Odette (também conhecida como Rainha Cisne).
Na série animada de TV "Princess Tutu" o enredo tem várias referências ao Lago dos Cisnes, além de techos do Ballet e de outras obras de Tchaikovski.

No desenho animado Barbie em O Lago dos Cisnes, a Barbie é caracterizada como princesa Odette.